# Maiores Artilheiros do Clube Atlético Mineiro
Esta página é um local para a divulgação e atualização da lista dos maiores artilheiros do Clube Atlético Mineiro.

### Lista dos maiores artilheiros da história do Atlético-MG
A lista a seguir foi baseada nas estatísticas apresentadas pela CNN Brasil, Globo Esporte e pelo próprio site do clube, esta é uma lista dos 10 maiores artilheiros do Galo
Em negrito, estão os jogadores ainda em atividade
Ultima atualização: 14/08/2025
| #  | Jogador         | Gols |
| -- | --------------- | ---- |
| 1  | Reinaldo        | 255  |
| 2  | Dadá Maravilha  | 211  |
| 3  | Mário de Castro | 195  |
| 4  | Guará           | 168  |
| 5  | Lucas Miranda   | 152  |
| 6  | Said            | 142  |
| 7  | Guilherme       | 139  |
| 8  | Ubaldo          | 135  |
| 9  | Marques         | 133  |
| 10 | Hulk            | 130  |

### Lista dos maiores artilheiros do Atlético-MG no século XXI
A lista a seguir foi baseada nas estatísticas apresentadas pela ESPN e pelo próprio site do clube
Última atualização: 14/08/2025
| #  | Jogador      | Gols |
| -- | ------------ | ---- |
| 1  | Hulk         | 130  |
| 2  | Tardelli     | 112  |
| 3  | Guilherme    | 75   |
| 4  | Marques      | 59   |
| 5  | Paulinho     | 50   |
| 6  | Luan         | 49   |
| 7  | Éder Luis    | 43   |
| 8  | Lucas Pratto | 42   |
| 9  | Fred         | 41   |
| 10 | Cazares      | 41   |

### Lista dos maiores artilheiros do Atlético-MG por estádio
A lista a seguir foi baseada nas estatísticas apresentadas pelo próprio site do clube, pelo Globo Esporte e pelo jornal O Tempo
Última atualização: 14/08/2025
| Estádio       | Jogador  | Gols |
| ------------- | -------- | ---- |
| Mineirão      | Reinaldo | 157  |
| Independência | Nilson   | 49   |
| Arena MRV     | Hulk     | 18   |

### Lista dos maiores artilheiros do Atlético-MG por competições internacionais
A lista a seguir foi baseada nas estatísticas apresentadas pelo próprio site do clube, pelo portal Uol, pelo Globo Esporte e pela CNN Brasil
Última atualização: 15/08/2025
| Competição                      | Jogador            | Gols |
| ------------------------------- | ------------------ | ---- |
| ⭐ Libertadores                 | Hulk               | 16   |
| Copa Sul-Americana              | Hulk, Obina, Chará | 3    |
| ⭐Recopa Sul-Americana          | Tardelli           | 2    |
| Copa do Mundo de Clubes da FIFA | Ronaldinho         | 2    |
| ⭐Copa Conmebol                 | Valdir             | 9    |
| Copa Mercosul                   | Guilherme, André   | 5    |